# Си Ви Ес Хелт
„Си Ви Ес Хелт“ (на английски: CVS Health) е американско предприятие за търговия с фармацевтични стоки със седалище в Унсокит, Роуд Айлънд. Към 2020 година има обем на продажбите от 269 милиарда долара, 300 хиляди служители и близо 10 хиляди магазина.
„Си Ви Ес Хелт“ е основана през 1963 година, първоначално като малка верига от магазини за козметични стоки. През следващите десетилетия се разраства бързо, създавайки свои аптеки и навлизайки в търговията на едро с фармацевтични продукти.